# IC 1455
IC 1455 — галактика типу SBa (компактна витягнута галактика) у сузір'ї Риби.
Цей об'єкт міститься в оригінальній редакції індексного каталогу.